# Убийство Зелимхана Хангошвили
Убийство Зелимхана Хангошвили произошло 23 августа 2019 года в Малом Тиргартене в берлинском районе Моабит. Из-за места преступления это событие также известно как Тиргартенское убийство. Хангошвили, который в то время искал убежища в Германии, был застрелен, предположительно, по поручению российской секретной службы ФСБ. Исполнитель, гражданин России и агент спецслужб Вадим Красиков, был пойман недалеко от места преступления и арестован. Убийство привлекло международное внимание и привело к дипломатической напряженности между Германией и Россией. В конце 2019 года Генеральный прокурор Федерального суда взял на себя дело из-за его особой важности. В июне 2020 года Генеральная прокуратура предъявила Красикову обвинения, назвав преступление заказным убийством и указав на правительство Российской Федерации как на организатора заказного убийства. Суд начался 7 октября 2020 года в Апелляционном суде Берлина,  который 15 декабря 2021 года приговорил Красикова к пожизненному заключению. В рамках более масштабного обмена пленными Красиков был передан в Россию через Турцию 1 августа 2024 года.

## Зелимхан Хангошвили
Зелимхан Хангошвили (груз. ზელიმხან სულთანოვიჩი ხანგოშვილი) родился в 1979 году в Дуиси Ахметского муниципалитета Грузинской ССР. Был известен также как Торнике Кавтарашвили, происходил из Панкисского ущелья и принадлежал к чеченскому меньшинству в Грузии (кистинцы). Он воевал во Второй чеченской войне в качестве командира чеченских сепаратистских ополчений против России. С 2002 года разыскивался российскими властями как террорист. Хангошвили также был среди сторонников Имирата Кавказа. Затем он вернулся в Грузию и работал «информатором и посредником для грузинских и украинских контртеррористических органов» и спецслужб США. Во время Кавказской войны в 2008 году он возглавлял отряд из 200 добровольцев из Панкисского ущелья на грузинской стороне, но не участвовал в боевых действиях против российских войск. В августе 2012 года он был направлен в грузинскую долину Лопота в качестве посредника между исламистскими боевиками и грузинскими силами безопасности.
Сообщается, что впервые отравление Хангошвили было совершено в 2009 году.  По словам Владимира Путина, Хангошвили причастен к нападениям на московское метро. Хангошвили отрицал какую-либо ответственность за военные преступления. Он заявлял грузинским СМИ: «Русские обвиняют меня во многих вещах, включая теракты. Это ложь. Никто не может предоставить доказательства того, что в результате моих действий был убит или ранен хотя бы один гражданский человек!» 28 мая 2015 года неизвестный произвёл в общей сложности восемь выстрелов в Хангошвили в Тбилиси. В него попало четыре пули, и он выжил.
Затем Хангошвили бежал со своей семьёй на Украину, где произошло ещё одно предполагаемое нападение. Затем он приехал в Германию, где в январе 2017 года подал прошение о предоставлении убежища. Первоначально этот запрос был отклонён. После судебного процесса ему было предоставлено временное право остаться. Он использовал несколько псевдонимов, в том числе имя Торнике Кавтарадзе, опасаясь дальнейших покушений. Немецкие органы безопасности временно классифицировали Хангошвили как угрозу, поскольку он якобы имел связи с исламистской армией. Однако позже эта оценка была пересмотрена.
Президент России Владимир Путин обвинил власти Германии в том, что они не экстрадировали «преступника и убийцу», несмотря на просьбы сделать это. На самом деле официального запроса об экстрадиции не поступало, но Германия связалась с Хангошвили по разведывательным каналам, и ФСБ направила БКА список его и ещё 18 человек, которых Россия объявила террористами.

## Убийство
Зелимхан Хангошвили был убит 23 августа 2019 года около 12 часов дня в Малом Тиргартене в Берлине-Моабите мужчиной на велосипеде двумя выстрелами с близкого расстояния в голову и спину. Стрелок использовал 9-мм пистолет Glock 26 с глушителем. Чуть позже было замечено, что он бросил в реку Шпре орудие убийства, свой велосипед и парик. По информации очевидцев, вскоре подозреваемый был задержан. Он имел при себе 3700 евро наличными в барсетке.
Хангошвили похоронили в родном селе в Грузии.

## Предыстория, расследования, обвинения и политические реакции
В начале декабря 2019 года стала известна новая информация о личности подозреваемого. Подозреваемый выехал из Москвы в Париж 17 августа, за шесть дней до преступления, с паспортом на имя Вадима Андреевича Соколова (сокращенно Вадим С.), 49-летнего россиянина из Иркутска. Однако в российских паспортных базах данных человека с такими данными найти не удалось. Расследования Der Spiegel, Bellingcat и The Insider показали, что номер его паспорта связан с паспортами секретных агентов, выданных Министерством внутренних дел России, включая паспорта предполагаемых убийц Сергея Скрипаля. Для въезда в Шенгенскую зону он воспользовался визой, которая указывала, что он инженер-строитель, работающий в петербургской компании ЗАО «РУСТ». Позднее расследование показало, что компания находилась в «реорганизации» после регистрации в торговом реестре России и что у компании был тот же номер телефона, что и у компаний Минобороны России. Вадим С. прилетел из Парижа в Варшаву 20 августа 2019 года и забронировал там номер в отеле до 26 августа 2019 года. Однако 22 августа он покинул номер и забронировал обратный рейс в Москву на 25 августа. Следователи предполагают, что орудие убийства он получил в Варшаве.
В ходе расследований издание Bellingcat пришло к выводу, что Вадим С. на самом деле был Вадимом Николаевичем Красиковым, родившимся в августе 1965 года на территории тогдашней Казахской Советской Социалистической Республики. К такому же выводу позже пришли следственные органы. Вадим Красиков (тогда Вадим С.) также был назван подозреваемым в убийстве российского бизнесмена 19 июня 2013 года в Москве. Убийство зафиксировала камера наблюдения: велосипедист выстрелом в голову убил бизнесмена сзади. Российское бюро Интерпола требовало, чтобы уведомление от 23 апреля 2014 года против Вадима Красикова было удалено 7 июля 2015 года без объяснения причин. Расследования Bellingcat позволяют предположить, что Вадим Красиков был членом элитного подразделения «Вымпел». Полицейское расследование убийства в Берлине показало, что Вадим С. и Вадим К. были одним и тем же человеком. Этот вывод основан, среди прочего, на официальной фотографии Вадима Красикова, по которой можно узнать Вадима Соколова. Эксперт по безопасности ARD Михаэль Гётшенберг заявил, что между двумя личностями существовали и другие связи, которые были «типичными для легенд секретных служб». Опубликованные позднее фотографии татуировок и кожных артефактов подтверждают тезис о том, что Вадим С. и Вадим К. — один человек. Личных связей между Вадимом С. и Хангошвили, вероятно, не было.
После того, как немецкая спецслужба получила информацию о запланированном отравлении, подсудимого почти через три месяца после преступления перевели в исправительную больницу для его защиты.
4 декабря 2019 года расследование дела взяла на себя Федеральная прокуратура. Основанием для этого было то, что «имелось достаточно фактических указаний на то, что убийство Торнике К. [Зелимхана Хангошвили] было совершено либо по поручению органов государственной власти Российской Федерации, либо органов власти Чеченской Республики в составе Российской Федерации». В тот же день по запросу МИДа в российское посольство в Берлине были направлены два сотрудника военной разведки ГРУ в связи с проводимыми в стране расследованиями.
Федеральное правительство говорило о «предупредительном выстреле» в этом отношении, а также оправдывало этот шаг тем, что российские власти ещё не сотрудничали в раскрытии убийства. 6 декабря 2019 года федеральное правительство направило запрос об оказании юридической помощи в Генеральную прокуратуру России .  Представитель МИД России назвал высылку «недружественной и безосновательной» и объявил о ответных мерах.
6 декабря 2019 года ряд СМИ сообщил, что Федеральная служба разведки получила достоверную информацию о том, что российская спецслужба попытается специально убить Вадима С., находящегося под стражей, чтобы предотвратить возможные заявления с его стороны. Затем его перевели из тюрьмы Моабит в отделение строгого режима тюрьмы Тегель.
12 декабря 2019 года МИД РФ сообщил о высылке из России двух немецких дипломатов. Представитель российского правительства назвал этот шаг «неизбежным» и «стандартной дипломатической процедурой».
В феврале 2020 года Bellingcat заподозрила, что операция была усилена обучением ФСБ и поддельным удостоверением личности.
В июне 2020 года Генеральная прокуратура предъявила обвинение гражданину России, назвав преступление заказным убийством и указав на правительство Российской Федерации как на организатора заказного убийства. По версии обвинения, причиной приказа об убийстве стала оппозиция Хангошвили центральному российскому государству, правительствам его республик Чечня и Ингушетия. После этого состоялся разговор посла России в Германии с Министерством иностранных дел.  В качестве возможного соучастника обвинение также назвало Романа Д. Анализ Bellingcat подтвердил, что к убийству было причастно более одного человека и опознал одного из них. Bellingcat также отметило, что ложная информация о личности подозреваемых распространялась намеренно.
В начале декабря 2021 года Федеральная прокуратура потребовала приговорить подсудимого к пожизненному заключению за убийство и определить особую тяжесть вины.
15 декабря 2021 года Апелляционный суд Берлина признал подсудимого виновным в убийстве и незаконном хранении оружия и приговорил его к пожизненному заключению. Сенат госбезопасности счёл доказанным, что подсудимый действовал от имени российского государства. В связи с этим председательствующий говорил о государственном терроризме. Суд также признал особую тяжесть вины. Посол России в Германии назвал приговор политически мотивированным.
После приговора федеральный министр иностранных дел Анналена Бербок заявила о «серьёзном нарушении немецкого законодательства и суверенитета ФРГ» и выслала из берлинского посольства двух российских дипломатов (см. персона нон грата ), которых посчитали сотрудниками ФСБ.

## Оценки
Это убийство присоединяется к серии других убийств чеченцев, в основном, в изгнании, в которых подозревается или представляется вероятным причастность российской разведки или государственных органов. К ним относятся, например, убийство двух бывших президентов ЧРИ Зелимхана Абдумуслимовича Яндарбиева (13 февраля 2004 года в Дохе) и Аслана Алиевича Масхадова (8 марта 2005 года в Толстом-Юрте), убийство Умара Исраилова 13 января 2009 года в Вене, убийство Сулима Бекмирзаевича Джамадаева 30 марта 2009 года в Дубае и убийство Амины Окуевой 30 октября 2017 года в Хлеваче. Российские спецслужбы делают это, «чтобы продемонстрировать противникам России, что они нигде не в безопасности».
Другие покушения на западноевропейской территории, предположительно, совершённые российскими спецслужбами, произошли в Лондоне в 2006 и 2018 годах, например, где были убиты Александр Вальтерович Литвиненко и Николай Алексеевич Глушков. Два нападения с применением яда на Эмилиана Гебрю в Софии в 2015 году и на Сергея Викторовича Скрипаля и его дочь в Солсбери в 2018 году не оказались смертельными.
The New York Times и новостной журнал Der Spiegel назвали подразделение ГРУ 29155, предположительно возглавляемое генерал-майором Андреем Аверьяновым, вероятно, ответственным за большинство этих нападений.
В книге «Связь с Москвой» Бингнер и Венер критикуют беспомощную реакцию Берлина на заказное убийство. Были высланы лишь несколько агентов российских спецслужб, замаскированных под дипломатов. Причина в том, что федеральное правительство не хотело обострять отношения с Россией. Бингнер и Венер сравнили этот случай с нападением на Скрипаля в Великобритании: британское правительство выслало 23 российских дипломатов и добилось высылки 140 российских дипломатов и сотрудников спецслужб из 28 стран.

## Дальнейшие разработки
В июле 2022 года в рамках организации обмена пленными Россия через разведывательные каналы обратилась к США с просьбой добиться освобождения тиргартенского убийцы в обмен на освобождение американки Бритни Грайнер (за хранение гашишного масла в багаже) из-под стражи в России. Грайнер в конечном итоге обменяли на Виктора Анатольевича Бута. Обмен убийцы на Алексея Навального также обсуждался тайно, но после смерти Навального так и не был осуществлён. В интервью Такеру Карлсону в феврале 2024 года Владимир Путин упомянул Красикова в контексте обмена пленными, не назвав его имени. 1 августа 2024 года в рамках более масштабного обмена пленными Красиков был передан в Россию через Турцию.